# Huon jezici
Huon jezici (), transnovogvinejska podskupina finisterre-huonskih jezika koji se govore na području Papue Nove Gvineje. Prema novijoj klasifikaciji sastoji se od 21 jezika. 
Predstavnici su:
a. Istočni (8) Papua Nova Gvineja: borong, dedua, kâte, kube, mape, migabac, momare, sene.
b. Kovai (1) Papua Nova Gvineja: kovai.
c. Zapadni (12) Papua Nova Gvineja: burum-mindik, kinalakna, komba, kumukio, mesem, nabak, nomu, ono, selepet, sialum, timbe, tobo.

## Vanjske poveznice
- Ethnologue (14th)